# UCI Women’s WorldTour 2024
Die UCI Women’s WorldTour 2024 war die neunte Austragung dieser vom Radsport-Weltverband UCI organisierten Rennserie. Sie umfasste 27 Wettbewerbe, davon 14 Eintagesrennen und 13 Etappenrennen mit insgesamt 74 Renntagen.

## Programm
Die UCI stellte im Juni 2023 den Kalender der Rennserie vor. Der Katalog der Rennen war weitgehend identisch zum Vorjahr; von den 2023 abgesagten Rennen Vårgårda WestSweden TTT, Vårgårda WestSweden RR und The Women’s Tour entfielen die beiden ersten endgültig, während das letztgenannte einen neuen Anlauf unter dem Namen Tour of Britain Women nahm. Die Tour of Scandinavia wurde Anfang Mai wegen finanzieller Probleme abgesagt.

## Teilnehmende Teams
Automatisch startberechtigt waren die 15 UCI Women’s WorldTeams, die im Dezember 2023 bekanntgegeben wurden. Im Vergleich zum Vorjahr gab es zwei neue Teams, Ceratizit-WNT Pro Cycling Team und AG Insurance-Soudal Team, die zuvor den Status eines UCI Women’s Continental Team hatten. Sie nahmen die Plätze der aufgelösten Mannschaft EF Education-Tibco-SVB ein bzw. den Platz, der durch die Fusion von Liv Racing Teqfind und Jayco AlUla zu Liv AlUla Jayco frei geworden war.
Neben den WorldTeams konnten mit Wildcard des Veranstalters UCI Women’s Continental Teams, UCI Cyclo-Cross Teams und mit Ausnahmegenehmigung der UCI auch Nationalteams teilnehmen.
| UCI Women's WorldTeams (15)- AG Insurance-Soudal Team - Canyon-SRAM Racing - Ceratizit-WNT Pro Cycling - FDJ-Suez - Fenix-Deceuninck - Human Powered Health - Lidl-Trek - Liv AlUla Jayco - Movistar Team - Roland - Team DSM-Firmenich PostNL - SD Worx-Protime - Team Visma \| Lease a Bike - UAE Team ADQ - Uno-X Mobility |
| |

## Rennen
| UCI Women's World Tour | UCI Women's World Tour | UCI Women's World Tour       | UCI Women's World Tour            | UCI Women's World Tour | UCI Women's World Tour | UCI Women's World Tour | UCI Women's World Tour | UCI Women's World Tour |
| Datum                  | Nr.                    | Staat                        | Rennen                            | Siegerin               | Zweite                 | Dritte                 | Gesamtführende         |                        |
| ---------------------- | ---------------------- | ---------------------------- | --------------------------------- | ---------------------- | ---------------------- | ---------------------- | ---------------------- | ---------------------- |
| 12. – 14. Jan.         | 1                      | Australien                   | Women's Tour Down Under           | Sarah Gigante          | Nienke Vinke           | Neve Bradbury          | Sarah Gigante          |                        |
| 27. Jan.               | 2                      | Australien                   | Cadel Evans Great Ocean Road Race | Rosita Reijnhout       | Dominika Włodarczyk    | Cecilie Uttrup Ludwig  | Dominika Włodarczyk    |                        |
| 8. – 11. Feb.          | 3                      | Vereinigte Arabische Emirate | UAE Tour                          | Lotte Kopecky          | Neve Bradbury          | Mavi García            | Neve Bradbury          |                        |
| 24. Feb.               | 4                      | Belgien                      | Omloop Het Nieuwsblad             | Marianne Vos           | Lotte Kopecky          | Elisa Longo Borghini   | Lotte Kopecky          |                        |
| 2. Mär.                | 5                      | Italien                      | Strade Bianche                    | Lotte Kopecky          | Elisa Longo Borghini   | Demi Vollering         | Lotte Kopecky          |                        |
| 10. Mär.               | 6                      | Niederlande                  | Ronde van Drenthe                 | Lorena Wiebes          | Elisa Balsamo          | Puck Pieterse          | Lotte Kopecky          |                        |
| 17. Mär.               | 7                      | Italien                      | Trofeo Alfredo Binda              | Elisa Balsamo          | Lotte Kopecky          | Puck Pieterse          | Lotte Kopecky          |                        |
| 21. Mär.               | 8                      | Belgien                      | Classic Brugge-De Panne           | Elisa Balsamo          | Charlotte Kool         | Daria Pikulik          | Lotte Kopecky          |                        |
| 24. Mär.               | 9                      | Belgien                      | Gent-Wevelgem                     | Lorena Wiebes          | Elisa Balsamo          | Chiara Consonni        | Lotte Kopecky          |                        |
| 31. Mär.               | 10                     | Belgien                      | Flandern-Rundfahrt                | Elisa Longo Borghini   | Katarzyna Niewiadoma   | Shirin van Anrooij     | Lotte Kopecky          |                        |
| 6. Apr.                | 11                     | Frankreich                   | Paris–Roubaix Femmes              | Lotte Kopecky          | Elisa Balsamo          | Pfeiffer Georgi        | Lotte Kopecky          |                        |
| 14. Apr.               | 12                     | Niederlande                  | Amstel Gold Race                  | Marianne Vos           | Lorena Wiebes          | Ingvild Gåskjenn       | Lotte Kopecky          |                        |
| 17. Apr.               | 13                     | Belgien                      | La Flèche Wallonne                | Katarzyna Niewiadoma   | Demi Vollering         | Elisa Longo Borghini   | Lotte Kopecky          |                        |
| 21. Apr.               | 14                     | Belgien                      | Liège–Bastogne–Liège Femmes       | Grace Brown            | Elisa Longo Borghini   | Demi Vollering         | Lotte Kopecky          |                        |
| 28. April – 5. Mai     | 15                     | Spanien                      | La Vuelta Femenina                | Demi Vollering         | Riejanne Markus        | Elisa Longo Borghini   | Elisa Longo Borghini   |                        |
| 10. – 12. Mai          | 16                     | Spanien                      | Itzulia Women                     | Demi Vollering         | Mischa Bredewold       | Juliette Labous        | Elisa Longo Borghini   |                        |
| 16. – 19. Mai          | 17                     | Spanien                      | Vuelta a Burgos Féminas           | Demi Vollering         | Évita Muzic            | Karlijn Swinkels       | Demi Vollering         |                        |
| 24. – 26. Mai          | 18                     | Vereinigtes Königreich       | RideLondon Classique              | Lorena Wiebes          | Charlotte Kool         | Lotte Kopecky          | Demi Vollering         |                        |
| 6. – 9. Jun.           | 19                     | Vereinigtes Königreich       | The Women’s Tour                  | Lotte Kopecky          | Anna Henderson         | Christine Majerus      | Lotte Kopecky          |                        |
| 15. – 18. Jun.         | 20                     | Schweiz                      | Tour de Suisse Women              | Demi Vollering         | Neve Bradbury          | Elisa Longo Borghini   | Demi Vollering         |                        |
| 7. – 14. Jul.          | 21                     | Italien                      | Giro d'Italia Women               | Elisa Longo Borghini   | Lotte Kopecky          | Neve Bradbury          | Lotte Kopecky          |                        |
| 12. – 18. Aug.         | 22                     | Frankreich                   | Tour de France Femmes             | Katarzyna Niewiadoma   | Demi Vollering         | Pauliena Rooijakkers   | Demi Vollering         |                        |
| 24. Aug.               | 23                     | Frankreich                   | Classic Lorient Agglomération     | Mischa Bredewold       | Chloé Dygert           | Liane Lippert          | Demi Vollering         |                        |
| 27. August – 1. Sep.   | 24                     | Norwegen                     | Tour of Scandinavia               | abgesagt               |                        |                        |                        |                        |
| 6. – 8. Sep.           | 25                     | Schweiz                      | Tour de Romandie féminin          | Lotte Kopecky          | Demi Vollering         | Gaia Realini           | Demi Vollering         |                        |
| 8. – 13. Okt.          | 26                     | Niederlande                  | Simac Ladies Tour                 | Lotte Kopecky          | Franziska Koch         | Zoe Bäckstedt          | Lotte Kopecky          |                        |
| 15. – 17. Okt.         | 27                     | China                        | Tour of Chongming Island          | Marta Lach             | Mylène de Zoete        | Scarlett Souren        | Lotte Kopecky          |                        |
| 20. Okt.               | 28                     | China                        | Tour of Guangxi Women             | Sandra Alonso          | Giada Borghesi         | Marta Lach             | Lotte Kopecky          |                        |